# Сохань, Игорь Павлович
Игорь Павлович Сохань (род. 1957, Харьков) — российский прозаик и публицист.

## Биография
Школьные годы провел в Киеве. Закончил Санкт-Петербургский университет, жил и работал в Санкт-Петербурге. Был членом, а в 1992 году председателем профсоюзной организации литераторов Санкт-Петербурга. В настоящее время Игорь Сохань проживает в Торонто.

## Творчество
Печататься начал с 1986 года. Первые его рассказы опубликованы в киевском журнале «Радуга» (№ 7, 1986; № 12, 1987; № 10, 1988).
Автор сборников рассказов и повестей «Письма другу» (Москва, «Книжная палата», 1989), «Беспомощный мир» (Киев, «Наукова думка», 2001), «Беспомощный мир. Детективные истории» (Киев, «Юриз», 2004), повестей «Заложники безумия» (К., 1991) и «Murzalina» (сказочная повесть, Киев-Торонто, «Юриз»-«Seraphine Publishing», 2005; в соавторстве), романов «Ласковая женщина» (Москва, «Вагриус», 2003), «Орден четырёх» (Киев, «Юриз», 2004), «Николо» (Киев, «Юриз», 2006), «Сад обольщений» (Санкт-Петербург, Издательство: «Журнал Нева», 2007), «Благодійник. Джеймс Хелпер» (Киев, «Відавнічій дім Дмитра Бураго», 2008), «Райские девочки» (Москва, альманах «Братина»,№ 13,14,2009), а также социологических очерков «Время нового мира и Человек. Глобальные риски цивилизаций и поиск пути» в соавторстве (Киев. Институт социологии НАН Украины, 2001), аналитических, публицистических статей и научных публикаций в журналах «Свободная мысль» (№ 9, 1996), «Социс» (№ 2, 1997; № 8, 2000, № 3, 2008), «Социология: теория, методы, маркетинг»(№ 4, 2007; № 4, 2017).
«Наука, культура, общество» (№ 3, 2008)), «Практична філософія», № 2 (28), 2008, Научные публикации посвящены в основном вопросам философии, психологии и истории благотворительности, которые рассматриваются в аспекте личность и государство.
В монографии «Философия благотворительности. Счастье и грех»" (Киев, «Наукова думка», 2010) представлены две работы автора, в которых обсуждаются современные течения: филантрокапитализм, социальное предпринимательство, позитивная психология, идеология «поколения безгрешных».
Отзывы в российской прессе — «Книжное обозрение» (2005, № 193, стр. 16), журналы «Книжный бизнес» (№ 11, 2005, стр. 23) и «Нева» (№ 10, 2005, стр. 207—213). В «Книжном обозрении» кроме того было опубликовано интервью с писателем (№ 200, стр. 15).
В статье «Принцип самодостаточности» /журнал «Социология: теория, методы, маркетинг», 2014, № 4/ «обсуждался вопрос: насколько возможно и нужно ли сохранять, развивать крупное государство, не используя преимуществ в сфере торговли, не привлекая другие страны для собственного развития и процветания, а просто будучи самим собой и решая только внутренние проблемы.» Такая точка зрения оказалась популярной на выборах президента США в 2016 году.

## Персонализм Соханя
В монографии «Исповедь персоналиста», которая вышла в 2013 году в киевском издательстве «Наукова думка» персонализм представлен как «мировоззрение младенца», который ещё в утробе матери формирует индивидуальную картину мира, которая скорее персоналистическая нежели индивидуалистическая. Персоналист социален и зависит от культуры, науки, языка, доступного ему общечеловеческого опыта. Персонализм — это изумительная трагикомическая игра одного актёра, разговор человека с самим собой, когда думаешь, что все люди: и плохие, и хорошие, такие, как ты сам, и что мир — человечный.
«Исповедь персоналиста» была включена в книгу Сохань И. П. «Я и Мы. Точка зрения агностического персонализма.», 2017, Алетейя, СПб.
Семья
Отец: Сохань, Павел Степанович — Википедия (wikipedia.org)
Мать: Сохань, Лидия Васильевна — Википедия (wikipedia.org)